# Composto meso
Um composto meso ou isômero meso  é um isômero inativo por compensação interna. É um composto orgânico que, embora contenha dois ou mais átomos de carbonos assimétricos, com ligantes iguais, não é opticamente ativo, apresentando uma configuração tal que cada metade da molécula é a imagem especular da outra, e um dos carbonos desvia a luz polarizada de um ângulo µ para a direita e o outro carbono desvia a luz polarizada de um ângulo µ para a esquerda, de modo que o desvio final é nulo.  O ácido tartárico, por exemplo, é conhecido em duas formas opticamente ativas (uma levogira e outra dextrogira) e uma terceira que resulta opticamente inativa por compensação interna.
Quando a molécula é simétrica (não quiral), a substância é chamada de meso.